# Tiago Mendes
Tiago Mendes (Viana do Castelo, Portugal, 2 de mayo de 1981) es un exfutbolista y entrenador portugués que jugaba de centrocampista. Se encuentra sin dirigir tras su paso por el Vitória de Guimarães.
Debutó en Primera División con el Sporting de Braga con 19 años. Fue traspasado al S. L. Benfica con el que consiguió una Copa de Portugal en 2004. Tras conseguir el título estuvo una temporada en el Chelsea F. C. consiguiendo una Premier League, una Copa de la Liga inglesa y una Community Shield. Del Chelsea fue traspasado al Olympique de Lyon donde consiguió dos Ligas y dos Supercopas en 2006 y 2007.
En 2007 la Juventus de Turín lo fichó del Lyon por trece millones de euros. Tras dos cesiones al Atlético de Madrid, finalmente, en 2011, fichó por el club madrileño. Con el equipo rojiblanco ganó la Supercopa de Europa en 2010 y 2012, la Europa League en 2012, la Copa del Rey en 2013 y la Liga y la Supercopa de España en 2014.
Fue internacional con la selección portuguesa, disputando una Eurocopa y dos Mundiales. En 2006 llegó a las semifinales de la competición y en 2010 fue eliminado en octavos de final.

## Trayectoria

### Como jugador
Tiago comenzó su carrera como profesional en el Sporting de Braga debutando con tan solo 19 años y ayundando a su equipo a acabar en cuarta posición de la Primeira Liga consiguiendo la clasificación para la Copa de la UEFA.
A finales de diciembre de 2001 Tiago fue traspasado al S. L. Benfica. La primera temporada que jugó completa contribuyó con su juego y goles a que el equipo alcanzara el subcampeonato de liga. Al año siguiente se proclamó campeón de la Copa portuguesa derrotando al F. C. Oporto.
El 20 de julio de 2004 fichó por el Chelsea F. C. pagando este último 15 millones de euros y convirtiéndose en el sexto fichaje de José Mourinho. Su primer gol en las filas del Chelsea lo consiguió el 24 de agosto contra el Crystal Palace F. C. El primer año que jugó en Inglaterra, Tiago consiguió alzarse con la Premier League solo perdiéndose cuatro partidos en toda la liga.
La temporada siguiente Tiago se marchó al Olympique de Lyon por 10,1 millones de euros y se proclamó campeón de la Liga francesa durante dos temporadas consecutivas.
El 21 de junio de 2007 la Juventus de Turín pagó trece millones de euros para hacerse con sus servicios. No obstante su rendimiento fue muy criticado. En el verano de 2008 se produjeron las negociaciones para que Tiago volviera a la Premier League mediante una cesión al Everton F. C. pero estas no fructificaron porque Tiago se negó a irse ya que no estaba de acuerdo con las condiciones. Después de una mala primera temporada, consiguió mantenerse en el equipo titular pero una lesión de tobillo, en noviembre de 2008, le mantuvo apartado de los terrenos de juego durante dos meses. Esta lesión provocó la caída de Tiago de las alineaciones y la temporada siguiente participó en menos partidos todavía.
El 8 de enero de 2010 Tiago fue cedido al Atlético de Madrid en el mercado invernal. Su gol contra el R. C. Celta de Vigo en la Copa del Rey supuso el fin de una racha de 3 años sin marcar. Tiago ayudó al equipo a alcanzar la final de la Copa del Rey y, aunque ese mismo año el Atlético de Madrid se proclamó campeón de la Europa League, Tiago no pudo ser inscrito pues ya había jugado en esa competición con la Juventus de Turín.
La temporada siguiente volvió a ser cedido al Atlético de Madrid tras una larga negociación entre el Atlético de Madrid, la Juventus de Turín y el propio jugador que no se concretó hasta el 17 de agosto. Tiago llegó al Atlético de Madrid en baja forma pues en la Juventus no le permitían entrenarse con el equipo y tenía que hacerlo al margen. La nueva temporada comenzó con la victoria en la final de la Supercopa de Europa sobre el Inter de Milán aunque Tiago no jugó el partido. Tras terminar la temporada 2010-11, Tiago rescindió su contrato con la Juventus de Turín con la que le quedaba un año por cumplir, quedando libre para fichar el 20 de julio de 2011 por dos temporadas con el Atlético de Madrid.
El 30 de enero de 2012, al no estar en la alineación titular ni Antonio López, ni Perea, ni Domínguez, ni Gabi, Tiago saltó al campo como capitán del Atlético de Madrid en el partido de Liga que finalizó con una victoria por cero a uno ante C. A. Osasuna. El 9 de mayo de 2012, se proclamó con su equipo campeón de la Europa League al vencer en la final por 3 goles a 0 al Athletic Club. El 31 de agosto de 2012 consiguió su segunda Supercopa de Europa al vencer al Chelsea F. C., campeón de la Champions League, por cuatro goles a uno.
Durante la temporada 2012-13 Tiago fue elegido segundo capitán por detrás de Gabi. El Atlético de Madrid realizó una campaña muy meritoria en la liga quedando tercero y clasificándose para la Liga de Campeones. En la Copa del Rey, se proclamó campeón el 17 de mayo venciendo al Madrid en la final por uno a dos.
Al finalizar la temporada Tiago y el club llegaron a un acuerdo por el que se renovó su contrato una temporada más. La continuidad de Tiago en el club madrileño había sido solicitada por el entrenador Diego Simeone.
Durante la temporada 2013-14 Tiago disputó su partido centésimo en Primera División el 27 de octubre en la victoria por cinco a cero ante el Betis. El Atlético realizó una temporada muy aceptable que le llevó a proclamarse campeón de Liga en la última jornada gracias al empate a uno en el Camp Nou frente al Fútbol Club Barcelona.
En la Liga de Campeones, el 9 de abril, disputó su partido 150 con la camiseta rojiblanca en la vuelta de los cuartos de final. En dicho partido el Atleti venció por uno a cero al Barcelona y se clasificó para las semifinales. Las semifinales depararon un enfrentamiento ante su antiguo club, el Chelsea, y, de nuevo, el Atlético se clasificó para disputar la final cuarenta años después. La final se disputó en Lisboa frente al Real Madrid C. F. donde cayó derrotado por cuatro goles a uno tras llegar con empate a uno al final de los 90 minutos reglamentarios y tener que decidirse el título en la prórroga. Tiago jugó los 120 minutos de la final completos.
Tras terminar la temporada, Tiago finalizó su contrato y aunque el Atlético le ofreció una renovación a la baja, decidió rechazarla pues tenía importantes ofertas económicas de Catar y posteriormente del Chelsea. Mientras Tiago se encontraba sin equipo, pues aún no se había concretado su fichaje, el Atlético anunció sus capitanes de cara a la temporada 2014-15 en la que Godín ocupó el puesto de tercer capitán por detrás de Raúl García que se convirtió en el segundo. Unos días después de este anuncio se conoció que unos problemas con la licencia no iban a permitir al jugador portugués fichar por el Chelsea y el Atlético le ofreció continuar vistiendo la elástica rojiblanca dos años más; ofrecimiento que fue aceptado por su parte y así se reincorporó a los entrenamientos del club rojiblanco.
La nueva temporada comenzó con la consecución de la Supercopa de España en la que Tiago disputó el partido de vuelta como titular y en la que el Atlético de Madrid venció por uno a cero al Real Madrid. Durante el resto de la temporada el Atlético volvió a conseguir el objetivo de clasificar un año más para la Liga de Campeones terminando el campeonato en tercera posición. Tiago anotó cinco goles en la liga siendo su año más anotador en la competición.
El 22 de mayo de 2017 anunció que no volvería a jugar con el Club Atlético de Madrid pero podría seguir en el club.

### Como entrenador
Durante la temporada 2017-18 ejerció como ayudante de Diego Pablo Simeone en el Club Atlético de Madrid.
En julio de 2020 le llegó la oportunidad de ser primer entrenador de la mano del Vitória de Guimarães. En el mes de octubre, tras haber dirigido al equipo en tres partidos, decidió dejar el cargo por discrepancias con la directiva.

## Selección nacional
Fue internacional con la selección de fútbol de Portugal en más de sesenta ocasiones y marcó tres goles. Disputó dos Mundiales de fútbol, el de Alemania 2006 llegando a semifinales y el de Sudáfrica 2010, donde anotó dos goles en la goleada sobre Corea del Norte de 7-0, llegando a octavos de final.
El 17 de enero de 2011, mediante una carta dirigida a la Federación Portuguesa de Fútbol, anunció su retirada de la selección esgrimiendo motivos personales y el fin de su ciclo como internacional. Pese a este comunicado, casi cuatro años después, el 11 de octubre de 2014, volvió a jugar un partido con la selección. Fue titular en el amistoso disputado en París ante Francia en el que la selección lusa perdió por dos a uno.

## Estadísticas

### Clubes
- Actualizado a fin de carrera:[16]

| Club | Div.          | Temporada     | Liga  | Liga  | Copas nacionales(1) | Copas nacionales(1) | Torneos internacionales(2) | Torneos internacionales(2) | Total | Total | Media goleadora |
| Club | Div.          | Temporada     | Part. | Goles | Part.               | Goles               | Part.                      | Goles                      | Part. | Goles | Media goleadora |
| --- | ------------- | ------------- | ----- | ----- | ------------------- | ------------------- | -------------------------- | -------------------------- | ----- | ----- | --------------- |
| Sporting Braga Portugal | 1.ª           | 1999-00       | 18    | 1     | 1                   | 0                   | —                          | —                          | 19    | 1     | 0,06            |
| Sporting Braga Portugal | 1.ª           | 2000-01       | 27    | 0     | 1                   | 0                   | —                          | —                          | 28    | 0     | 0               |
| Sporting Braga Portugal | 1.ª           | 2001-02       | 17    | 2     | 3                   | 0                   | —                          | —                          | 20    | 2     | 0,1             |
| Sporting Braga Portugal | Total club    | Total club    | 62    | 3     | 5                   | 0                   | 0                          | 0                          | 67    | 3     | 0,04            |
| S. L. Benfica Portugal | 1.ª           | 2001-02       | 15    | 1     | 0                   | 0                   | 0                          | 0                          | 15    | 1     | 0,07            |
| S. L. Benfica Portugal | 1.ª           | 2002-03       | 31    | 13    | 0                   | 0                   | 0                          | 0                          | 31    | 13    | 0,42            |
| S. L. Benfica Portugal | 1.ª           | 2003-04       | 29    | 5     | 5                   | 3                   | 9                          | 3                          | 43    | 11    | 0,26            |
| S. L. Benfica Portugal | Total club    | Total club    | 75    | 19    | 5                   | 3                   | 9                          | 3                          | 89    | 25    | 0,28            |
| Chelsea F. C. Inglaterra | 1.ª           | 2004-05       | 34    | 4     | 6                   | 0                   | 11                         | 0                          | 51    | 4     | 0,08            |
| Chelsea F. C. Inglaterra | 1.ª           | 2005-06       | 0     | 0     | 1                   | 0                   | —                          | —                          | 1     | 0     | 0               |
| Chelsea F. C. Inglaterra | Total club    | Total club    | 34    | 4     | 7                   | 0                   | 11                         | 0                          | 52    | 4     | 0,08            |
| Olympique de Lyon Francia | 1.ª           | 2005-06       | 29    | 5     | 3                   | 0                   | 8                          | 2                          | 40    | 7     | 0,18            |
| Olympique de Lyon Francia | 1.ª           | 2006-07       | 27    | 4     | 5                   | 0                   | 8                          | 2                          | 40    | 6     | 0,15            |
| Olympique de Lyon Francia | Total club    | Total club    | 56    | 9     | 8                   | 0                   | 16                         | 4                          | 80    | 13    | 0,16            |
| Juventus F. C. · Italia | 1.ª           | 2007-08       | 20    | 0     | 3                   | 0                   | —                          | —                          | 23    | 0     | 0               |
| Juventus F. C. · Italia | 1.ª           | 2008-09       | 15    | 0     | 2                   | 0                   | 3                          | 0                          | 20    | 0     | 0               |
| Juventus F. C. · Italia | 1.ª           | 2009-10       | 7     | 0     | 0                   | 0                   | 3                          | 0                          | 10    | 0     | 0               |
| Juventus F. C. · Italia | Total club    | Total club    | 42    | 0     | 5                   | 0                   | 6                          | 0                          | 53    | 0     | 0               |
| Atlético de Madrid · España | 1.ª           | 2009-10       | 18    | 2     | 5                   | 1                   | —                          | —                          | 23    | 3     | 0,13            |
| Atlético de Madrid · España | 1.ª           | 2010-11       | 31    | 4     | 2                   | 0                   | 6                          | 1                          | 39    | 5     | 0,13            |
| Atlético de Madrid · España | 1.ª           | 2011-12       | 24    | 0     | 0                   | 0                   | 8                          | 0                          | 32    | 0     | 0               |
| Atlético de Madrid · España | 1.ª           | 2012-13       | 22    | 2     | 3                   | 0                   | 5                          | 0                          | 30    | 2     | 0,07            |
| Atlético de Madrid · España | 1.ª           | 2013-14       | 23    | 2     | 3                   | 0                   | 7                          | 0                          | 33    | 2     | 0,06            |
| Atlético de Madrid · España | 1.ª           | 2014-15       | 31    | 5     | 2                   | 0                   | 4                          | 0                          | 37    | 5     | 0,14            |
| Atlético de Madrid · España | 1.ª           | 2015-16       | 14    | 1     | 0                   | 0                   | 5                          | 0                          | 19    | 1     | 0,05            |
| Atlético de Madrid · España | 1.ª           | 2016-17       | 12    | 1     | 0                   | 0                   | 3                          | 0                          | 15    | 1     | 0,07            |
| Atlético de Madrid · España | Total club    | Total club    | 175   | 17    | 15                  | 1                   | 38                         | 1                          | 228   | 19    | 0,08            |
| Total carrera | Total carrera | Total carrera | 444   | 52    | 45                  | 4                   | 80                         | 8                          | 569   | 64    | 0,11            |
| (1) Incluye datos de Copa de la Liga (2004-05); Copa de Francia (2005-07); Copa Italia (2007-09); Copa del Rey (2009-14); Supercopa de España (2014). (2) Incluye datos de Europa League (2001-02), (2003-04) y (2009-13); Liga de Campeones (2004-07), (2008-09) y (2013-16). |               |               |       |       |                     |                     |                            |                            |       |       |                 |

### Selecciones

#### Participaciones en fases finales
| Competición                    | Categoría | Sede      | Resultado        | Partidos | Goles |
| ------------------------------ | --------- | --------- | ---------------- | -------- | ----- |
| Eurocopa 2004                  | Absoluta  | Portugal  | Subcampeón       | 0        | 0     |
| Copa Mundial de Fútbol de 2006 | Absoluta  | Alemania  | Semifinal        | 5        | 0     |
| Copa Mundial de Fútbol de 2010 | Absoluta  | Sudáfrica | Octavos de final | 4        | 2     |
| Total                          | –         | –         | –                | 9        | 2     |

## Clubes como entrenador
| Club          | País     | Año  |
| ------------- | -------- | ---- |
| Vitória S. C. | Portugal | 2020 |

## Palmarés

### Títulos nacionales
| Título                        | Club               | País       | Año  |
| ----------------------------- | ------------------ | ---------- | ---- |
| Copa de Portugal              | S. L. Benfica      | Portugal   | 2004 |
| Copa de la Liga de Inglaterra | Chelsea F. C.      | Inglaterra | 2005 |
| Premier League                | Chelsea F. C.      | Inglaterra | 2005 |
| Community Shield              | Chelsea F. C.      | Inglaterra | 2005 |
| Ligue 1                       | Olympique de Lyon  | Francia    | 2006 |
| Supercopa de Francia          | Olympique de Lyon  | Francia    | 2006 |
| Ligue 1                       | Olympique de Lyon  | Francia    | 2007 |
| Supercopa de Francia          | Olympique de Lyon  | Francia    | 2007 |
| Copa del Rey                  | Atlético de Madrid | España     | 2013 |
| Liga de España                | Atlético de Madrid | España     | 2014 |
| Supercopa de España           | Atlético de Madrid | España     | 2014 |

### Títulos internacionales
| Título                 | Club               | País    | Año  |
| ---------------------- | ------------------ | ------- | ---- |
| Supercopa de Europa    | Atlético de Madrid | Mónaco  | 2010 |
| Liga Europa de la UEFA | Atlético de Madrid | Rumania | 2012 |
| Supercopa de Europa    | Atlético de Madrid | Mónaco  | 2012 |